# Wrightoporia porilacerata
Wrightoporia porilacerata är en svampart som beskrevs av Log.-Leite, A.L. Gerber & Ryvarden 1998. Wrightoporia porilacerata ingår i släktet Wrightoporia och familjen Bondarzewiaceae.   Inga underarter finns listade i Catalogue of Life.